# Sektor usług
Sektor usług (trzeci sektor) – sektor gospodarki grupujący wszystkie formy działalności poza rolnictwem, przemysłem wydobywczym i przemysłem przetwórczym, czyli te, które wytwarzają usługi, a nie dobra materialne.
Zalicza się do niego działalności o bardzo różnym charakterze: handel, bankowość, transport, ubezpieczenia, turystyka, administracja publiczna, ochrona zdrowia, szkolnictwo, sztuka, nauka i telekomunikacja.
Prace zaliczane do sektora usługowego wymagają różnego stopnia kompetencji zawodowej.
Niekiedy mówi się wręcz o czwartym sektorze, określając tym mianem działalności, wymagające bardzo wysokich kwalifikacji, takie jak komunikacja, informacja, oświata, informatyka.
Jest to sektor dominujący w krajach rozwiniętych. Przedsiębiorstwa, podobnie jak gospodarstwa domowe, zapewniają stale rosnący popyt na usługi. Cała gospodarka jest obecnie uzależniona od sektora usług.
Przemysł inwestuje w usługi znaczne pieniądze, zwłaszcza w kampanie reklamowe, kształcenie zawodowe, informatykę i zarządzanie.
Zakłady produkcyjne zamawiają także usługi związane ze sprzedażą dóbr. Chodzi między innymi o dostawę posprzedażową czy sprzedaż internetową.
Służby publiczne, stanowiące ważną część sektora usług, obejmują całą administrację oraz liczne usługi handlowe, socjalne i profesjonalne.
Coraz większy udział w tym sektorze ma turystyka. Swój rozwój zawdzięcza wzrostowi poziomu życia, zwiększeniu ilości czasu wolnego oraz rozwojowi komunikacji w skali światowej.
Szczególnie dynamicznie rozwija się sektor wyjazdów służbowych, obejmujący wszelkiego rodzaju kongresy, konferencje, targi oraz wyjazdy integracyjne dla pracowników przedsiębiorstw.
Wyróżnia się usługi handlowe, oferowane przez sprzedawcę i bilansujące się pewnym kosztem oraz usługi niehandlowe oferowane przez państwo lub inne organy przez nie subwencjonowane.